# Wanted Dead or Alive (David Bromberg)
| Recensione              | Giudizio |
| ----------------------- | -------- |
| AllMusic                | [ 1 ]    |
| Universo Musica         | 7/10     |
| Dizionario del Pop-Rock | [ 3 ]    |
| 24.000 Dischi           | [ 4 ]    |

Wanted Dead or Alive è il terzo album di David Bromberg, pubblicato dalla Columbia Records nel gennaio del 1974. Il disco fu registrato al Wally Heider Studio (lato A) di San Francisco, California ed al Columbia Studios (lato B) di New York City, New York.

## Tracce
Lato A
1. The Holdup – 3:03 (David Bromberg, George Harrison) – Registrato il 17 agosto 1972 al Wally Heider Studio di San Francisco, California
2. Someone Else's Blues – 8:00 (David Bromberg) – Registrato il 17 agosto 1972 al Wally Heider Studio di San Francisco, California
3. Danger Man – 3:05 (David Bromberg) – Registrato il 17 agosto 1972 al Wally Heider Studio di San Francisco, California
4. The Main Street Moan – 5:13 (David Bromberg) – Registrato il 17 agosto 1972 al Wally Heider Studio di San Francisco, California

Durata totale: 19:21
Lato B
1. Send Me to the 'Lectric Chair – 4:52 (George Brooks) – Registrato l'11 settembre 1973 al Columbia Studio C di New York City
2. Statesboro Blues/Church Bell Blues – 5:08 (Blind Willie McTell/Luke Jordan) – Registrato il 12 settembre 1973 al Columbia Studio C di New York City
3. Wallflower – 2:57 (Bob Dylan) – Registrato il 12 settembre 1973 al Columbia Studio C di New York City
4. Kansas City – 3:57 (Jerry Leiber, Mike Stoller) – Registrato 13 settembre 1973 al Columbia Studio C di New York City
5. The New Lee Highway Blues – 5:40 (David Bromberg) – Registrato 13 settembre 1973 al Columbia Studio C di New York City

Durata totale: 22:34

## Musicisti
The Holdup
- David Bromberg - chitarra elettrica, chitarra acustica, voce
- Jerry Garcia - chitarra elettrica
- Keith Godchaux - pianoforte
- Andy Statman - sassofono
- Peter Ecklund - mellofono, tromba
- Phil Lesh - basso
- Bill Kreutzmann - batteria
- Hungria Garcia - timbales
- Tracy Nelson - accompagnamento vocale
- Andy McMahon - accompagnamento vocale
- Jack Lee - accompagnamento vocale

Someone Else's Blues
- David Bromberg - chitarra acustica, voce
- Jerry Garcia - chitarra elettrica
- Keith Godchaux - pianoforte
- Andy Statman - sassofono tenore
- John Payne - clarinetto basso, flauto alto
- Peter Ecklund - mellofono
- Jay Ungar - fiddle
- Phil Lesh - basso
- Bill Kreutzmann - batteria

Danger Man
- David Bromberg - chitarra elettrica, voce
- Jerry Garcia - chitarra elettrica
- Keith Godchaux - pianoforte
- Peter Ecklund - tromba, arrangiamenti strumenti a fiato
- Andy Statman - sassofono tenore
- Joe Ferguson - sassofono tenore
- John Payne - sassofono soprano
- Jay Ungar - fiddle
- Phil Lesh - basso
- Bill Kreutzmann - batteria
- Hungria Garcia - timbales
- The Sweet Inspirations - accompagnamento vocale

The Main Street Moan
- David Bromberg - chitarra acustica, voce
- Jerry Garcia - chitarra acustica
- Andy Statman - mandolino, voce
- Steve Burgh - basso

Send Me to the 'Lectric Chair
- David Bromberg - chitarra, voce
- Peter Ecklund - cornetta
- Neil Rossi - fiddle
- Jay Ungar - fiddle
- John Payne - clarinetto
- Tony Markellis - basso
- Steve Mosley - batteria

Statesboro Blues/Church Bell Blues
- David Bromberg - chitarra, voce, arrangiamenti

Wallflower
- David Bromberg - chitarra, voce
- Neil Rossi - fiddle, voce
- Jay Ungar - fiddle
- John Payne - sassofono tenore (solo)
- Peter Ecklund - mellofono
- Tony Markellis - basso
- Steve Mosley - batteria

Kansas City
- David Bromberg - chitarra, voce
- Jeff Gutcheon - pianoforte
- John Payne - sassofono tenore (solo)
- Peter Ecklund - tromba, arrangiamenti strumenti a fiato
- Joe Ferguson - sassofono baritono
- Tony Markellis - basso
- Steve Mosley - batteria

The New Lee Highway Blues
- David Bromberg - chitarre, voce
- Winnie Winston - banjo
- Neil Rossi - fiddle
- Jay Ungar - fiddle
- Tony Markellis - basso
- Steve Mosley - batteria[6]